# 伊藤リスペクト軍団
伊藤リスペクト軍団は、東京女子プロレスにレギュラー参戦している伊藤麻希が結成したタッグチーム及びユニット。同女史に共感する同志が集う団体の総称。本項目では後継タッグチーム及びユニットである新伊藤リスペクト軍団、NEO伊藤リスペクト軍団についても記載する。

## 来歴
2017年

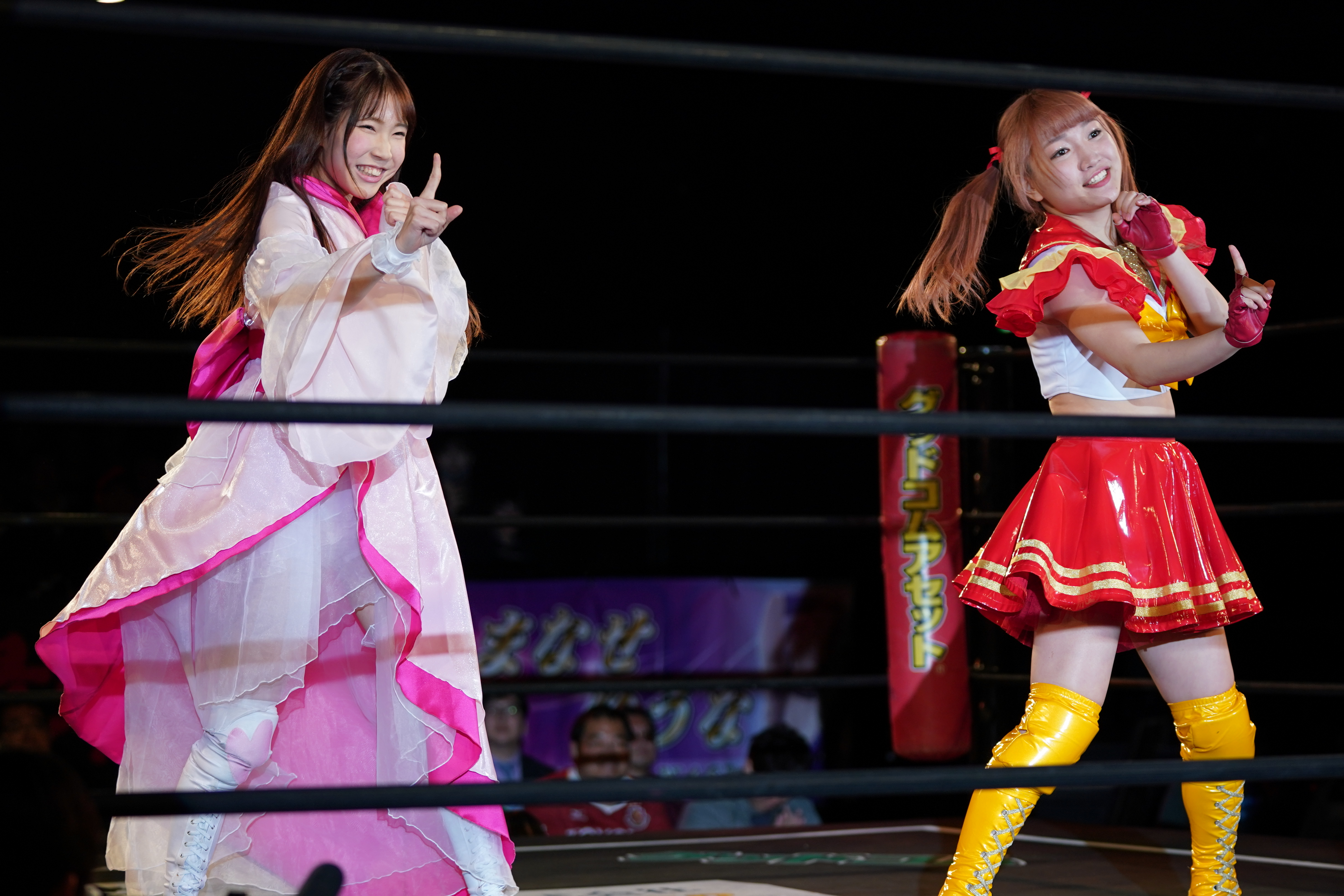
伊藤リスペクト軍団
（2017年11月23日 新宿FACE）

- 4月8日、東京女子プロレス成増大会にて伊藤麻希と、同団体初参戦となった瑞希が対戦し、瑞希が勝利。試合後、伊藤が瑞希に「プロレスのイロハとアイドルのイロハが分かってないから一から教えてやろう、伊藤に着いて来い」「伊藤リスペクト軍団の会員番号001番になれ」と強引に勧誘し、瑞希がこれを受諾。
- 4月30日、大阪大会にて初タッグを組み才木玲佳&小橋マリカ組と対戦するも敗北。
- 9月9日、新木場大会にてTOKYOプリンセスタッグ王座初代王座決定トーナメントの1回戦にて山下実優&才木玲佳組と対戦し瑞希が才木から勝利、伊藤リスペクト軍団として初勝利を挙げる[1]。
- 9月30日、大阪大会で瑞希が才木玲佳の保持するTOKYOプリンセス・オブ・プリンセス王座に挑戦した際、伊藤がレスラーになって以来初めてセコンドを務める[2]。試合は瑞希が伊藤の得意技である頭突きを繰り出すなど健闘するも敗北。
- 10月14日、伊藤リスペクト軍団でのアイドル活動をぶち上げ、強引に東京女子プロレス代表の甲田哲也をマネージャーに指名。ライブ及び翌年1月4日の後楽園ホールでのCDデビューを目指す[3]。

2018年
- 1月4日、後楽園ホール大会にてデビューシングル「セツナイロ」をリリース。大会開始前のリング上にて同曲のミニライブを行う。また、伊藤が甲田に同曲のPV制作を迫るが、制作の条件として2バージョンそれぞれ200枚ずつの売上を科す。
- 1月7日、大阪大会にて伊藤が即売サイン会を開き、自身分のノルマ200枚達成。また同日は伊藤は怪我により欠場だったがライブで参加。
- 1月20日、王子大会にて瑞希が即売サイン会を開き、自身分のノルマ200枚を達成、PV制作が決定する。
- 3月2日、「セツナイロ」PV公開。
- 5月15日、深夜のトーク番組『矢口真里の火曜The NIGHT』にアイドルユニットとして出演。
- 5月19日、北沢タウンホール大会にて才木玲佳&小橋マリカの保持するTOKYOプリンセスタッグ王座に伊藤リスペクト軍団で初挑戦するも敗北。
- 8月4日、新宿大会にて行われたシャッフルタッグトーナメント「Yeah!めっちゃタッグトーナメント」にて瑞希が坂崎ユカとのタッグで優勝し、空位だったタッグ王座を要求した際、伊藤が瑞希の行動を認めた上で、才木玲佳を伴って王座決定戦の相手に名乗り。
- 8月25日、後楽園ホールにて行われたタッグ王座決定戦で、タッグながら初対戦戦以来の伊藤リスペクト軍団直接対決。最後は瑞希が伊藤から勝利、試合後に瑞希が伊藤に握手を求めるも、伊藤は拒絶。
- 9月22日、新木場大会にてシングルでの直接対決で15分ドロー。試合後口論となるも最終的には伊藤が涙ながらに瑞希の気持ちを受け入れ、以降は不定期ながらタッグ再始動となる。

2019年
- 7月20日、板橋区立グリーンホール大会にて中島翔子&愛野ユキ組との大戦後、伊藤麻希が解散宣言[4]。
- 10月26日、板橋グリーンホール大会にて上福ゆきと新・伊藤リスペクト軍団を結成するも同日解散。クリス・ブルックスとNEO伊藤リスペクト軍団を結成[5]。

## メンバー

### 伊藤リスペクト軍団
- 伊藤麻希（リーダー）
- 瑞希（会員番号001番、2019年7月20日強制退会）
- 甲田哲也（マネージャー）

応援サポーター
- 大庭彩歌（会員番号000番）
- 福山果奈（会員番号002番）
- 山木彩乃（会員番号003番）
- 海月らな（会員番号004番）
- 新木さくら（会員番号005番）

### 新伊藤リスペクト軍団
- 伊藤麻希（リーダー）
- 上福ゆき（2019年10月26日加入、同日脱退）

### NEO伊藤リスペクト軍団
- 伊藤麻希（リーダー）
- クリス・ブルックス（2019年10月26日加入）

## ディスコグラフィー
セツナイロ
1.セツナイロ（伊藤リスペクト軍団ver）
作詞 - 箪笥でぃす子 / 作・編曲 - 柏原収史
2. 無敵のパトス - 伊藤のソロ曲。ジャケットは伊藤verと瑞希verがあるが、収録曲は同じである。
作詞・作曲・編曲 - 筑田浩志
3.セツナイロ（instrumental）